# Issue Management
Az issue management (közérdekű ügyek kezelése) a társadalom egészét, illetve csoportjait foglalkoztató, azok érdekeit ténylegesen, illetve potenciálisan megjelenítő és a szervezetet potenciálisan érintő makrokérdések kezelése és ezekhez, az ügyekhez és trendekhez fűződő preventív szervezeti viszony és kommunikáció szervezése.

## Célja
Az angol nyelvben az "issue" szó jelent: hozamot, jövedelmet, eredményt, témát, vitapontot.
A gyakorlatban az "issue" alatt azokat a témákat kell érteni, amelyek közérdeklődésre tartanak számot, és amelyekre többnyire nincs egyértelmű megoldás.
Különböző, gyakran egymással ellentétes álláspontok léteznek egymás mellett. A témák kézben tartása kedvező eredményt, esetleg pénzben is mérhető hozamot, jövedelmet jelenthet egy szervezet számára. Azt a szervezetet, amely egy számára kedvezőtlen helyzetben egyértelműen foglal állást, és álláspontját értelmes érvekkel alá is támasztja, könnyebben fogadja a nyilvánosság, és pozitív kép alakul ki róla.

## Folyamata
1. Audit: első lépésben definiálni kell minden olyan issue-t, amely a szervezet életében fontos lehet, listát kell készíteni róla.
2. Prioritás: meg kell határozni annak a befolyásnak a mértékét, amelyet a különböző témák gyakorolnak a szervezetre, és ki kell válogatni a legfontosabbakat.
3. Alternatív: több lehetséges álláspont közül ki kell választani egy egységeset.
4. Stratégia: ki kell dolgozni ennek az álláspontnak a megismerésére egy kommunikációs stratégiát, amely a nyilvánosságra hozás forgatókönyve.
5. Végrehajtás: nyilvánosságra kerül az egyeztetett álláspont.
6. Ellenőrzés: a folyamat közben ellenőrizni kell a kommunikáció hatékonyságát, szükség esetén változtatni rajta.

A sikeres kommunikáció mérhető a szervezet imázsának javulásában, a közvélemény kedvező visszhangjában.